# جوزيه ك. ليلي سينيور
جوزيه ك. ليلي سينيور (بالإنجليزية: Josiah K. Lilly, Sr.)‏ هو شخصية أعمال أمريكي، ولد في 18 نوفمبر 1861 في غرينكاسل في الولايات المتحدة، وتوفي في 1948 في إنديانابوليس في الولايات المتحدة.